# 平井定武
平井 定武（ひらい さだたけ）は、戦国時代の武将。六角氏の家臣。

## 生涯
近江国の大名・六角氏の家臣である平井高好の子として誕生。平井氏は近江国高島郡平井村（栗太郡平居村とも）を本貫とした宇多源氏佐々木氏の支流で、佐々木信綱の玄孫の平井師綱を祖とする。
定武は同族の六角氏の執政を支え、後藤賢豊、蒲生賢秀、三雲成持、進藤貞治、目賀田綱清らと並ぶ六宿老と呼ばれた。
大永5年（1525年）の六角氏と浅井亮政との戦いでの出陣や、天文22年（1553年）11月の浅井氏との和議に関する書状、さらには石山本願寺への使者として派遣されたことが本願寺側の記録に見えることから、家中で重きを置かれていたことがわかる。また、六角氏に臣従した浅井久政の子・浅井賢政（のちの長政）の烏帽子親をつとめ、後に娘を長政の嫁に送り込んだ。しかし、六角氏の専横に怒った浅井家臣団が久政を廃して長政を擁立すると、娘は離縁され平井家に送り返されたという。
永禄11年（1568年）、織田信長が近江に侵攻すると六角氏を離反して信長に降った（『言継卿記』）。以後の消息は不明である。
なお、『浅井氏家譜大成』によると、離別された娘は長政との間に浅井万福丸を産んだとされ、そのため定武は万福丸の外祖父にあたるとされる。